# Harald Turner
Harald Friedrich Emil Turner (Leun, 8 oktober 1891 - Belgrado, 9 maart 1947) was een Duitse officier en SS-Gruppenführer (generaal-majoor) en Generalleutnant in de Waffen-SS tijdens de Tweede Wereldoorlog. Hij was ambtschef in het SS-Rasse und Siedlungshauptamt, en plaatsvervangend commandant van Richard Hildebrandt in het RuSHA. Na de oorlog moest hij terechtstaan, en werd veroordeeld voor oorlogsmisdrijven en terechtgesteld.

## leven
Op 8 oktober 1891 werd Harald Turner geboren in Leun. Hij was de zoon van een Oberleuntant (eerste luitenant), zijn moeder was een dochter van een evangelische pastoor. Turner doorliep het gymnasium aan het Kronberger Hof in Geisenheim. Hierna ging Turner naar het Kadettenhaus Oranienstein bij Diez aan de Lahn. In april 1906 ging hij naar het Hauptkadettenanstalt Groß-Lichterfelde bij Berlijn. Op 19 maart 1908 werd hij bevorderd tot Fähnrich (vaandrig) en werd geplaatst in het 2. Lothringisches Infanterie-Regiment Nr. 131. Na een korte periode bij deze eenheid, werd Turner gecommandeerd naar de militaire school in Potsdam. Hierna volgde zijn bevordering tot Leutnant (tweede luitenant). Als Leutnant werd Turner geplaatst in de 1e compagnie van het 2. Lothringisches Infanterie-Regiment Nr. 131. Zijn volgde functie was in de 2e compagnie van het 2. Lothringisches Infanterie-Regiment Nr. 131.

### Eerste Wereldoorlog
Bij de uitbraak van de Eerste Wereldoorlog, was Turner adjudant van het reserve-bataljon in het 2. Lothringisches Infanterie-Regiment Nr. 131. Hij vocht aan het westfront, en raakte daar op 24 september 1914 gewond. Na zijn genezing werd hij overgeplaatst naar het oostfront en raakte tijdens gevechten op 16 februari 1915 zwaargewond. Tijdens zijn genezing werd hij bevorderd tot Oberleutnant (eerste luitenant), en was hij voor een korte tijd als Polizeimeister in Wilna werkzaam. Daarna werd hij opnieuw ingezet aan het front. Tussen zijn herstelperiodes in, trouwde Turner op 23 februari 1916 met de drie jaar jongere Adelheid Heidi Bechtel. Het echtpaar kreeg een zoon (1918 Harald) en een dochter (1917). Irmingard Kort na het sluiten van hun huwelijk in mei 1916, kreeg Turner een bloedbraking en moest hij naar het ziekenhuis. Hiermee kwam zijn frontinzet te vervallen. Na zijn genezing, werd hij ingezet als Platzmajor en adjudant van de commandant van de Vesting Wesel in het Armee-Oberkommando Küste. Hierna volgde nog een functie in de achterhoede, namelijk als adjudant in het 24e Reservekorps wat onderdeel uit maakte van de  16e Landweer Divisie. Na de capitulatie van het Duitse Keizerrijk, bleef Turner een militair. Hij behoorde tot de irreguliere eenheden, zoals het vrijkorps Wesel en Einwohnerwehr Beckum.

### Interbellum
Op 10 januari 1920 trad het Verdrag van Versailles in werking, waardoor de militaire carrière van Turner op 9 april 1920 eindigde. Hij werd Verwaltungsbeamter (administratief-bestuurlijk ambtenaar) in het Versorgungsamt Wesel. Hierna ging Turner werken voor het Versorgungsamt Mainz (bureau voor de verzorging van oorlogsslachtoffers). En van 1 augustus 1923 tot 1 april 1924 werkte hij voor het Versorgungsamt Kreuznach. Vervolgens als gemeenteraadslid voor het Versorgungsamt Trier, en de Duitse Financiële Commissie voor de sociale dienstverlening van het Saargebied. 
Op 13 april 1932 werd Turner lid van de Schutzstaffel (SS), een maand later werd hij ook lid van de NSDAP. Hij werd ingeschaald als SS-Anwärter (kandidaat-lid) en werd geplaatst in de 2.SS-Sturm van de II.SS-Sturmbann in de 5.SS-Standarte. In januari 1933 werd Turner benoemd tot commandant van de II.SS-Sturmbann in Koblenz. Na zijn benoeming werd hij bevorderd tot SS-Scharführer (sergeant). Een maand later werd hij bevorderd tot SS-Truppführer. Vanaf 1933 tot 17 januari 1936 was Turner werkzaam in de Pruisische provincieraad van de Rijnprovincie. In het Versorgungsamt Trier kreeg hij promotie tot Oberregierungsrat. Vanaf 3 mei 1933 tot 17 januari 1936 was Turner Regierungspräsident (regeringspresident) in Koblenz. Hierna was hij plaatsvervangend regeringspresident. Hij werd gecommandeerd naar de I.SS-Sturmbann in de 5.SS-Standarte. Daar werd hij bevorderd tot officier in de rang van een SS-Sturmführer (tweede luitenant). Op 15 juli 1933 volgde weer zijn benoeming tot regeringspresident. Turner maakte snel carrière in de SS, en werd nog meerdere keren bevorderd tot SS-Oberführer (rang tussen kolonel en brigadegeneraal). Vanaf 9 mei 1934 werkte hij in het SD-Hauptamt (het latere Reichssicherheitshauptamt). Turner trainde met het 36e Infanterieregiment in de Heer. Op 17 januari 1936 volgde zijn benoeming tot Ministerialdirektor (directeur-generaal) in het Pruisische ministerie van Financiën. Na zijn benoeming was Turner in het ministerie leider van de afdeling personeel en salaris. Op 1 februari 1937 werd hij bevorderd tot Major der Reserve (majoor in de militaire reserve). Hierop trainde Turner met het 105e Infanterieregiment. Vanaf 1938 tot het einde van de oorlog werkte hij als lid van de Pruisische Raad van State.
Met de bezetting van het Sudetenland, werd Turner benoemd tot chef van de civiele bestuur in het Sudetenland. Hierna werd hij benoemd tot gevolmachtigde van de Rijkscommissaris voor de Sudeten-Duitse gebied voor het bestuur in het Regierungsbezirk Eger. Op 30 januari 1939 werd Turner bevorderd tot SS-Brigadeführer (brigadegeneraal).

### Tweede Wereldoorlog
Tijdens de Poolse Veldtocht was Turner als Major en bataljonscommandant van een bevoorradingseenheid in een infanteriebataljon ingezet. Hierna was hij tot eind van 1939 werkzaam in het Generaal-gouvernement. Na de Slag om Frankrijk werd Turner als chef van het Duitse militaire bestuur naar Parijs gestuurd. Begin 1941 werd hij teruggeroepen van zijn post in Parijs, de reden hiervoor is onbekend. Maar met de Balkanveldtocht werd Turner in januari 1941 als chef van het militair bestuur in Servië ingezet. Hij vervulde hierna nog verschillende functies als chef in het militair bestuur in Servië. In Servië kreeg Turner al snel een twijfelachtige reputatie vanwege de snelle en gewetenloze moord op Servische Joden en Roma, zoals blijkt uit verschillende documenten. Zo schreef hij in een bevel van 26 oktober 1941 “dat Joden en zigeuners in het algemeen een element van onveiligheid vormen en daarmee een bedreiging vormen voor de openbare orde en veiligheid. Het is het Joodse intellect dat deze oorlog heeft veroorzaakt en dat moet worden vernietigd". Slechts zes maanden later, op 11 april 1942, rapporteerde hij aan Karl Wolff van Himmlers Persönlicher Stab Reichsführer-SS over de moorden die waren gepleegd: “Maanden geleden heb ik elke tastbare Jood in dit land neergeschoten en alle Joodse vrouwen en kinderen geconcentreerd in één kamp en kocht tegelijkertijd met behulp van de SD een 'ontluizingswagen' (let op: dit is een dekmantel voor een gaswagen)". Op 29 augustus van hetzelfde jaar pochte hij in een lezing voor de Wehrmachtbefehlshaber Südost: "Servië is het enige land waarin de Joodse en zigeunerkwesties zijn opgelost".
Op 27 september 1941 werd Turner bevorderd tot SS-Gruppenführer (generaal-majoor). Na zijn bevordering werd hij benoemd tot chef van de staf voor het bestuur in Servië. Tegelijk werd Turner plaatsvervangend chef van het SS-Rasse und Siedlungshauptamt (RuSHA) en hoofd van de Amt VIII: Sippenamt (afdeling voor Genealogie). Op 18 februari 1944 kreeg Turner de bevoegdheid het uniform van Generalleutnant in de Waffen-SS te mogen dragen. Hij werd aan het einde van de oorlog nog toegevoegd aan de Persönlicher Stab Reichsführer-SS. En hij bleef werkzaam als plaatsvervanger van de SS-Obergruppenführer Richard Hildebrandt in het RuSHA.

#### Tuchtzaak Turner
In juli 1944 tijdens een avondfeestje in de kring van kameraden, op de SS-Junkerschule in Bad Tölz laat Turner zich negatief uit over Bormann. Dit betekende het einde van zijn carrière. Hij werd geschorst van de RuSHA, en kreeg het verbod om het uniform te dragen. In een tuchtzaak werd hij door de Reichsführer Heinrich Himmler veroordeeld tot "Bewährung an der Front" (vrije vertaling: frontinzet). Maar hij ging met ziekteverlof (ernstige trombose), waardoor Turner in de laatste dagen van de oorlog niet meer ingezet werd aan het front.
Turner werd door de Engelse krijgsgevangen gemaakt.

## Na de oorlog
Op 21 oktober 1946 werd Turner door het Handvest van Neurenberg uitgeleverd aan Joegoslavië, waar hij in Belgrado werd veroordeeld tot de doodstraf. In maart of april 1947 werd Turner opgehangen.

## Carrière
Turner bekleedde verschillende rangen in zowel de Allgemeine-SS als Waffen-SS. De volgende tabel laat zien dat de bevorderingen niet synchroon liepen.
| Datum                                        | Deutsches Heer | Verwaltung                | Allgemeine-SS          | Politie        | Waffen-SS                                  | Heer              |
| -------------------------------------------- | -------------- | ------------------------- | ---------------------- | -------------- | ------------------------------------------ | ----------------- |
| 19 maart 1908                                | Fähnrich       | —                         | —                      | —              | —                                          | —                 |
| 19 augustus 1909                             | Leutnant       | —                         | —                      | —              | —                                          | —                 |
| 24 juli 1915                                 | Oberleutnant   | —                         | —                      | —              | —                                          | —                 |
| 15 juli 1918                                 | Hauptmann      | —                         | —                      | —              | —                                          | —                 |
| December 1915                                | —              | —                         | —                      | Polizeimeister | —                                          | —                 |
| Maart 1921 (met ingang vanaf 1 april 1920)   | —              | Regierungsamtmann         | —                      | —              | —                                          | —                 |
| 1 april 1921                                 | —              | Verwaltungsbeamter        | —                      | —              | —                                          | —                 |
| 1922                                         | —              | Oberamtmann               | —                      | —              | —                                          | —                 |
| Februari 1926                                | —              | Regierungsrat             | —                      | —              | —                                          | —                 |
| 1929                                         | —              | Stadtverordneter          | —                      | —              | —                                          | —                 |
| 1 augustus 1932                              | —              | —                         | SS-Anwärter            | —              | —                                          | —                 |
| 1 september 1932                             | —              | —                         | SS-Mann                | —              | —                                          | —                 |
| 20 januari 1933                              | —              | —                         | SS-Scharführer         | —              | —                                          | —                 |
| 18 februari 1933                             | —              | —                         | SS-Truppführer         | —              | —                                          | —                 |
| 12 februari 1933                             | —              | Oberregierungsrat         | —                      | —              | —                                          | —                 |
| 19 juni 1933 (met ingang vanaf 12 juni 1933) | —              | —                         | SS-Sturmführer         | —              | —                                          | —                 |
| 15 juli 1933                                 | —              | Regierungspräsident       | —                      | —              | —                                          | —                 |
| 1933                                         | —              | Provinzialrat             | —                      | —              | —                                          | —                 |
| 20 augustus 1933 - 25 augustus 1933          | —              | —                         | SS-Sturmbannführer     | —              | —                                          | —                 |
| 20 april 1934 - 9 mei 1934                   | —              | —                         | SS-Obersturmbannführer | —              | —                                          | —                 |
| 20 mei 1934                                  | —              | —                         | SS-Standartenführer    | —              | —                                          |                   |
| 30 januari 1936                              | —              | —                         | SS-Oberführer          | —              | —                                          | —                 |
| 1 februari 1936                              | —              | Ministerialdirektor       | —                      | —              | —                                          | —                 |
| 1 februari 1937                              | —              | —                         | —                      | —              | —                                          | Major der Reserve |
| 1938                                         | —              | Staatsrat                 | —                      | —              | —                                          | —                 |
| 30 januari 1939                              | —              | —                         | SS-Brigadeführer       | —              | —                                          | —                 |
| Juni 1940                                    | —              | Kriegsverwaltungsvizechef | —                      | —              | —                                          | —                 |
| Juni 1941                                    | —              | Kriegsverwaltungschef     | —                      | —              | —                                          | —                 |
| 15 augustus 1941                             | —              | Militärverwaltungschef    | —                      | —              | —                                          | —                 |
| 27 september 1941                            | —              | —                         | SS-Gruppenführer       | —              | —                                          | —                 |
| 18 februari 1944                             | —              | —                         | —                      | —              | m. d. U d. Generalleutnant in de Waffen-SS | —                 |

- m. d. U d. (mit der Uniform des ....) = bevoegd het uniform van ... te dragen[15]

## Lidmaatschapsnummers
- NSDAP-nr.: 
  - 1 077 611[3] (lid geworden 1 mei 1932[3])
  - 970 460[16] (gewijzigd nummer[3]),
  - 181 533[3][6] (gewijzigd nummer vanaf 3 mei 1937)
- SS-nr.: 34799[16] (lid geworden 13 april 1932[3][5])

## Onderscheidingen
Selectie:
- IJzeren Kruis 1914, 1e Klasse[3][1][6][4] en 2e Klasse[3][1][6][4]
- Gewondeninsigne 1918 in zilver[3][1][6][4]
- Gewondeninsigne 1939 in goud[3][4]
- Militaire Orde van Verdienste (Bulgarije), 1e Klasse met Zwaarden[3][4]
- Orde van Verdienste (Hongarije), 1e Klasse[3] met Zwaarden[4]
- Kruis van Verdienste voor Oorlogshulp[1][3][4]